# 土丸
土丸（つちまる）は、大阪府泉佐野市の大字。

## 地理
かつての「粉河街道」の沿道であり、現在は府道62号線と府道247号線が交わる交通の要所である。上空を阪和自動車道が高い橋梁で越えていくが近くにインターチェンジはない。中心部の集落に50件ほどの家が立ち並ぶ。
道路交通は概ね便利である反面、バスは1時間に1 - 2本であり頻繁に走っているわけではなく、交通弱者には便利とは言えない。近くに小学校や中学校がなく、小学生はバスに乗って日根野小学校へ通学する。中学生は同じ距離を歩いて日根野中学校へ通学する。
付近には商店が無く、最寄のコンビニへも車で10分ほどかかる。昔は菓子類、調味料などが売られていたJAも今ではその販売をやめ、唯一あった駄菓子屋も閉店してしまった。現在も移動式の八百屋は毎日決まった時間に音楽を鳴らしながら移動販売している。
山に囲まれているといえる地形で、土丸城跡、雨山城跡がある雨山（標高312.0m）や泉州小富士山（標高260.0m）があり、山中やその近辺ではヨモギやツクシ、ゼンマイ、ワラビといったものが自生している。
自然は豊かで、山や川では年中通して子供たちが遊ぶ場面が見られる。野いちご（キイチゴ）やスカンポ（スイバ）などが食べることのできる、そしてそれらを食べる子供たちの笑顔が見ることのできる、貴重な日本の田舎であると言える。

## 歴史
旧泉南郡大土村（現在の大木地区と土丸地区に該当）の一部にあたる。

## 世帯数と人口
2020年（令和2年）4月30日現在（泉佐野市発表）の世帯数と人口は以下の通りである。
| 大字 | 世帯数  | 人口  |
| ---- | ------- | ----- |
| 土丸 | 177世帯 | 393人 |

### 人口の変遷
国勢調査による人口の推移。
| 1995年（平成7年）  | 802人 | [ 5 ] |  |
| 2000年（平成12年） | 790人 | [ 6 ] |  |
| 2005年（平成17年） | 675人 | [ 7 ] |  |
| 2010年（平成22年） | 672人 | [ 8 ] |  |
| 2015年（平成27年） | 562人 | [ 9 ] |  |

### 世帯数の変遷
国勢調査による世帯数の推移。
| 1995年（平成7年）  | 138世帯 | [ 5 ] |  |
| 2000年（平成12年） | 142世帯 | [ 6 ] |  |
| 2005年（平成17年） | 141世帯 | [ 7 ] |  |
| 2010年（平成22年） | 141世帯 | [ 8 ] |  |
| 2015年（平成27年） | 141世帯 | [ 9 ] |  |

## 学区
市立小・中学校に通う場合、学区は以下の通りとなる（2020年5月時点）。
| 番・番地等 | 小学校                 | 中学校                 |
| ---------- | ---------------------- | ---------------------- |
| 全域       | 泉佐野市立日根野小学校 | 泉佐野市立日根野中学校 |

## 事業所
2016年（平成28年）現在の経済センサス調査による事業所数と従業員数は以下の通りである。
| 大字 | 事業所数 | 従業員数 |
| ---- | -------- | -------- |
| 土丸 | 21事業所 | 239人    |

## 交通

### バス
- JR阪和線 日根野駅から南海ウイングバス 犬鳴山行きで10分
- 南海本線 泉佐野駅から南海ウイングバス 犬鳴山行きで25分

（ともに「土丸」下車）

### 道路
- 大阪府道・和歌山県道62号泉佐野打田線
- 大阪府道247号土丸栄線

（両府道が集落内を通る。現在は集落外れ北側をバイパスが通っている）

## 催事
行事としては、丘にある公園にて盆踊りが長い間青年団によって催され、仮装大会なども開催され盛り上がっていたが、2005年を最後に行われていない。また、「土丸」バス停の程近くにある春日神社では、毎年年越しに地元の住民が集まってきて焚き火をし、お神酒を酌み交わすのが恒例になっている。

## その他

### 日本郵便
- 郵便番号 : 598-0022[3]（集配局：泉佐野郵便局[12]）。